# یواس‌اس سونوما (۱۸۶۲)
یواس‌اس سونوما (۱۸۶۲) (به انگلیسی: USS Sonoma (1862)) یک کشتی بود که طول آن ۲۳۳ فوت ۹ اینچ (۷۱٫۲۵ متر) بود. این کشتی در سال ۱۸۶۲ ساخته شد.